# 6876 Beppeforti
6876 Beppeforti eller 1994 RK1 är en asteroid i huvudbältet som upptäcktes den 5 september 1994 av de båda italienska astronomerna Andrea Boattini och Maura Tombelli vid Cima Ekar-observatoriet. Den är uppkallad efter den italienska astronomen Giuseppe Forti.
Asteroiden har en diameter på ungefär 4 kilometer och den tillhör asteroidgruppen Vesta.